# Германско-парагвайские отношения
Германско-парагвайские отношения — двусторонние дипломатические отношения между Германией и Парагваем. Страны поддерживают дружеские отношения, важность которых связана с историей эмиграции в Парагвай. Приблизительно 300 000 парагвайцев имеют немецкое происхождение. Государства являются членами Организации Объединённых Наций.

## История

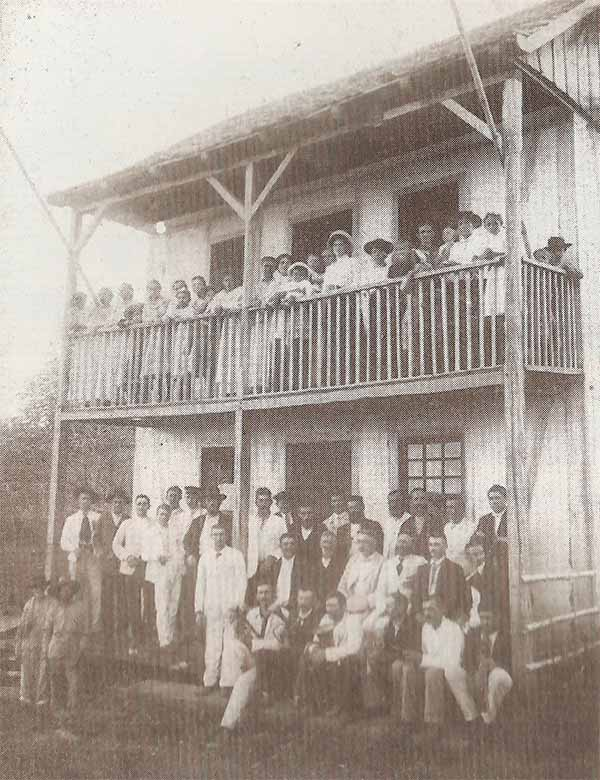
Немцы в Оэнау в 1912 году.

В 1860 году Парагвай установил дипломатические отношения с Пруссией. Во время Войны Тройственного альянса Парагвай потерял до 69 % своего населения, в основном из-за болезней, голода и физического истощения, из которых 90 % составляли мужчины. В результате правительство Парагвая предприняло шаги по содействию иммиграции в страну. Несколько общин из Европы и Азии выступили с инициативой обосноваться в Парагвае. Одной из первых групп была группа немцев во главе с Бернардом Фёрстером и Элизабет Фёрстер-Ницше (сестрой немецкого философа Фридриха Ницше), которые приехали в Парагвай в 1887 году с 14 немецкими семьями, чтобы основать сообщество в Новом Свете с целью продвижения немецкой культуры. Основанное ими поселение называлось Нуэва-Хермания. Поселение просуществовало недолго: несколько человек вернулось в Германию, но многие остались, и их потомки проживают в Парагвае и сегодня. Позже группы меннонитов прибыли в Парагвай и поселились в регионе Гран-Чако. Парагвай соблюдал нейтралитет в Первой мировой войне.
В 1922 году Германия открыла дипломатическое представительство в Асунсьоне. Между двумя мировыми войнами было ещё несколько волн немецкой иммиграции в страну. Во время Второй мировой войны Парагвай изначально был на стороне стран «оси» и их союзников, но из-за международного давления затем объявил им войну в феврале 1945 года. Во время Второй мировой войны Парагвай стал главной базой немецких шпионов во время операции «Боливар». После окончания Второй мировой войны Парагвай принял в страну многих нацистов, избежавших плена и суда. Известные нацисты, такие как: Эдуард Рошман и Йозеф Менгеле, переехали в Парагвай. В 1959 году Йозеф Менгеле стал натурализованным гражданином Парагвая и проживал в Оэнау, недалеко от границы с Аргентиной.
В 1954 году Федеративная Республика Германии (ФРГ) открыла посольство в Асунсьоне. В том же году Альфредо Стресснер стал президентом Парагвая. Альфредо Стресснер был немцем по отцовской линии и правил Парагваем 35 лет. Время его пребывания в должности стало известно как стронизм. Он поддерживал тесные политические связи с ФРГ и несколько раз посещал страну, но затем отношения ухудшились, когда правительство ФРГ оказало на него давление, чтобы он прекратил укрывать нацистских военных преступников в Парагвае. В 1964 году правительство ФРГ попросило Альфредо Стресснера выдать Йозефа Менгеле, но тот в гневе отказался и не стал лишать его гражданства. В феврале 1989 года Альфредо Стресснер был отстранен от власти, и отношения между ФРГ и Парагваем восстановились.
После объединения Германии Берлин продолжил помогать Парагваю на его пути к демократии, а также в расследовании нарушений прав человека, совершенных во время диктатуры Альфредо Стресснера. Немецкое общество международного сотрудничества осуществило в Парагвае несколько проектов развития. Кроме того, лидеры обеих стран неоднократно встречались и подписали несколько двусторонних соглашений. В мае 2019 года министр иностранных дел Парагвая Луис Кастильони посетил Германию, где провел переговоры с министром иностранных дел Хайко Маасом. Во время визита Луис Кастильони обратился к правительству Германии с просьбой о дальнейшей поддержке укрепления верховенства права, программ стипендий для специалистов и помощи в борьбе с обезлесением и изменением климата в Парагвае.

## Торговля
В 2019 году объём товарооборота между странами составил сумму 270 миллионов евро. Экспорт Германии в Парагвай: автозапчасти, машинное оборудование и химическая продукция. Экспорт Парагвая в Германию: сырье, особенно семена масличных культур и масличные фрукты. Помощь Германии для развития экономики Парагвая сосредоточена на развитии сельских районов и рациональном управлении ресурсами.

## Дипломатические представительства
- Германия имеет посольство в Асунсьоне[10].
- Парагвай содержат посольство в Берлине и генеральное консульство во Франкфурте-на-Майне[11].